# كلاتة سياه دشت
كلاتة سياه دشت (بالفارسية: کلاته سیاهدشت) هي مستوطنة تقع في قسم تشاه جهان الريفي في إيران. يقدر عدد سكانها بـ 626 نسمة .